# 粉花绣线梅
粉花绣线梅（学名：Neillia rubiflora）为蔷薇科绣线梅属下的一个种。

## 扩展阅读
- 維基物種上的相關：粉花绣线梅